# إضافة أمين اختزالية

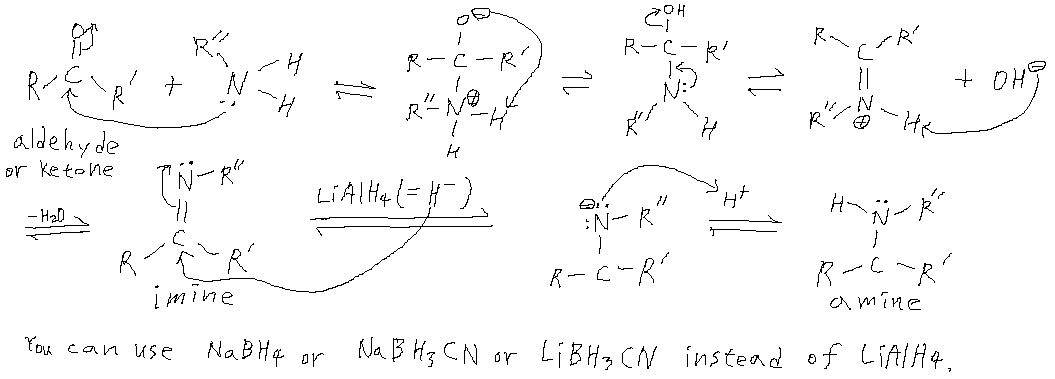

إضافة الأمين الاختزالية (كما تعرف أيضاً باسم الألكلة الاختزالية أو الأَمْيَنَة الاختزالية Reductive amination) هي نوع من تفاعل إضافة الأمين الذي يتضمن تحويل مجموعة كربونيل في الكيتونات أو الألدهيدات إلى أمين عن طريق تشكيل مركب وسطي من الإيمين.
يعد هذا التفاعل من أهم الوسائل للحصول على الأمينات على المستوى المخبري والصناعي.

## آلية التفاعل
في هذا التفاعل العضوي يتفاعل الأمين أولاً مع مجموعة الكربونيل ليشكل مركب نصف أمينال، والذي يخسر لاحقاً جزيء واحد من الماء في تفاعل عكوس ليشكل الإيمين. يكون التوازن بين الألدهيدات/الكيتونات والإيمينات منزاحاً تجاه تشكل الإيمين عن طريق سحب الماء من وسط التفاعل بوسائل كيميائية أو فيزيائية، وذلك حسب مبدأ انزياح التوازن. يعزل الإيمين المتشكل وتجرى عليه عملية اختزال بواسطة مختزل ملائم مثل بورهيدريد الصوديوم. تعرف هذه الطريقة باسم إضافة الأمين الاختزالية غير المباشرة.
يمكن أن تحدث عملية تشكيل الإيمين واختزاله في قدر واحد، وتعرف هذه الطريقة باسم إضافة الأمين الاختزالية المباشرة، حيث يتم فيها استخدام مختزلات أكثر نشاطاً تجاه الإيمينات المبرتنة منها تجاه الكيتونات/الألدهيدات، كما يتطلب أن تكون هذه المختزلات أكثر تحملاً للشروط الحمضية. من الأمثلة النمطية لهذه المختزلات مركب سيان بورهيدريد الصوديوم (NaBH3CN). يمكن لهذا التفاعل أن يتم في وسط مائي، مما يشكك في مغزى ضرورة تشكل الإيمين. من المحتمل أن يتم التفاعل عن طريق اختزال أنواع نصف الأمينال المتشكلة.

## اقرأ أيضاً
- إضافة أمين